# Zelený muž

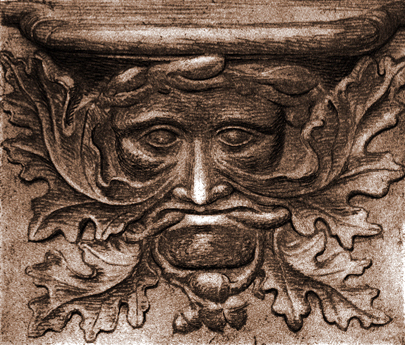
Zelený muž ve francouzském Vendôme

Zelený muž je socha, kresba, reliéf nebo jiné zpodobnění mužské tváře obklopené (nebo tvořené) listím, které vychází z mytologie. Větve nebo šlahouny mohou vycházet z úst, nosu nebo jiných částí tváře a mohou na sobě mít květy nebo plody. Zelený muž byl často užíván jako dekorativní ornament na starých stavbách, zejména však na gotických kostelech (ale jeho vyobrazení jsou jak na náboženských, tak na světských stavbách).
Motiv Zeleného muže má velkou řadu podob a variací. Je možné ho najít v mnoha kulturách po celém světě, je nejčastěji spojován s rostlinnými přírodními božstvy. Primárně je interpretován jako symbol znovuzrození, obrození, nového počátku, jako připomínka nekončícího cyklu, který je obnoven s každým jarem.

## Zelený muž na kostelech a katedrálách
Přestože je Zelený muž pohanský symbol spojovaný s plodností nebo duchem přírody, často ho nacházíme na sakrálních stavbách jako jsou kostely nebo katedrály, a to asi od 11. století až do 20. století.
Bývá mnohými označován jako archetyp lidské jednoty se zemí. Těší se také velké oblibě mezi moderními pohany (např. Wicca), neboť představuje mužský božský element lidského sepětí s půdou.

## Zelený muž v Česku
Zeleného muže je možné nalézt například v Praze na katedrále sv. Víta, v podloubí Týnské školy nebo na nároží Prašné brány. Mimo Prahu se nachází např. v kostele sv. Barbory v Kutné Hoře.

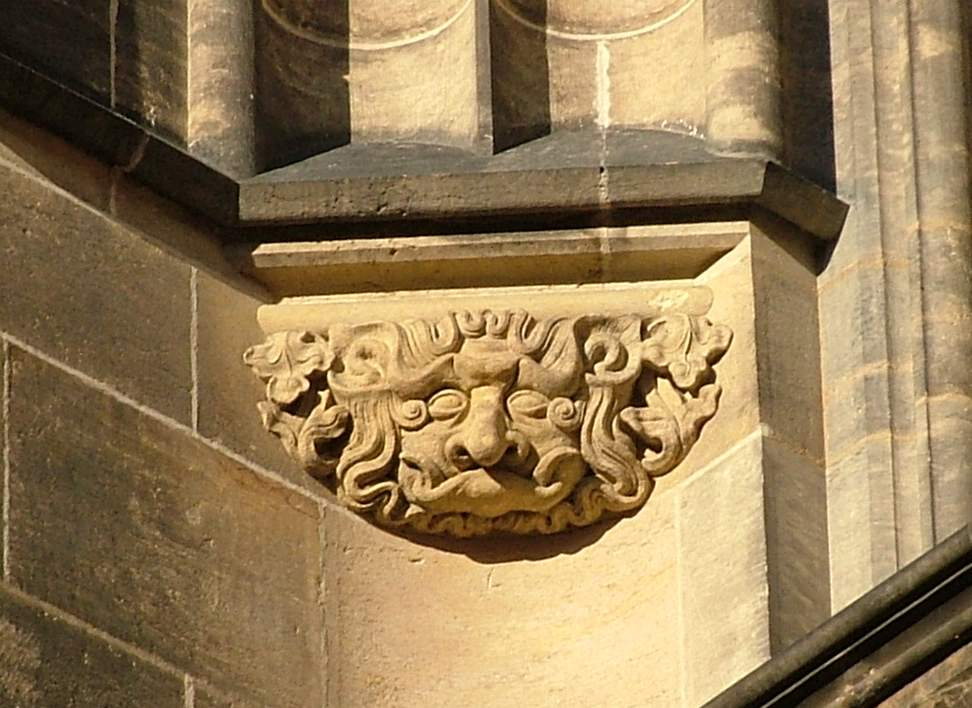
Zelený muž na chrámu sv. Víta v Praze na vnějším ochozu.
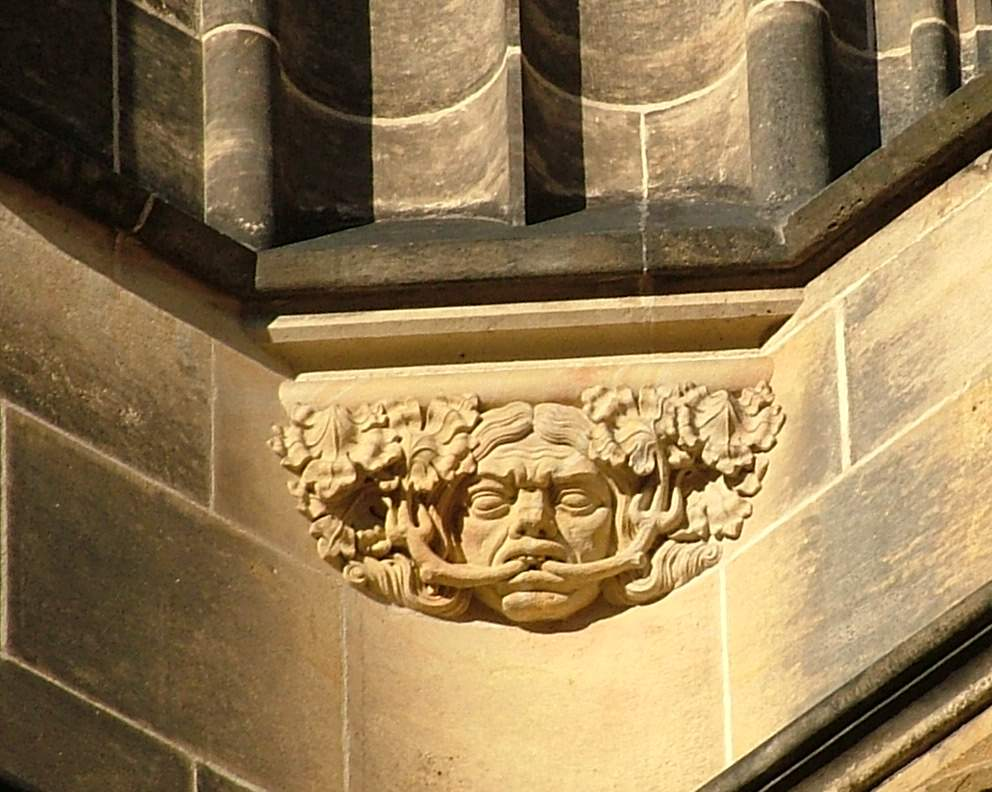
Zelený muž na chrámu sv. Víta v Praze na vnějším ochozu.
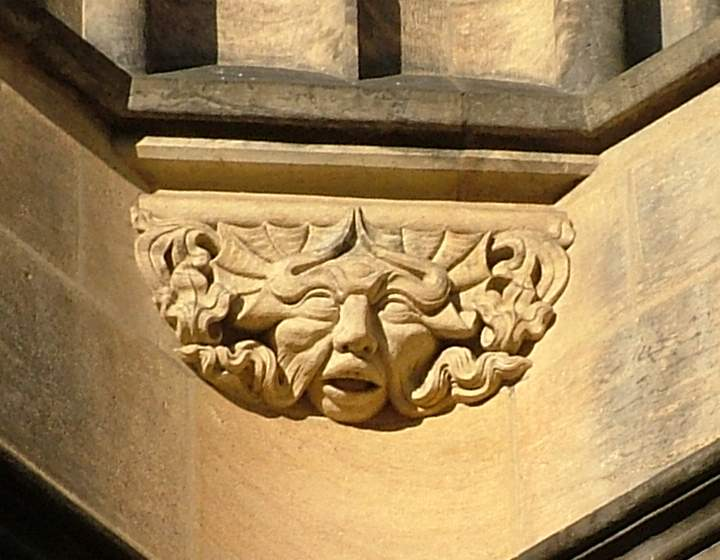
Zelený muž na chrámu sv. Víta v Praze na vnějším ochozu.
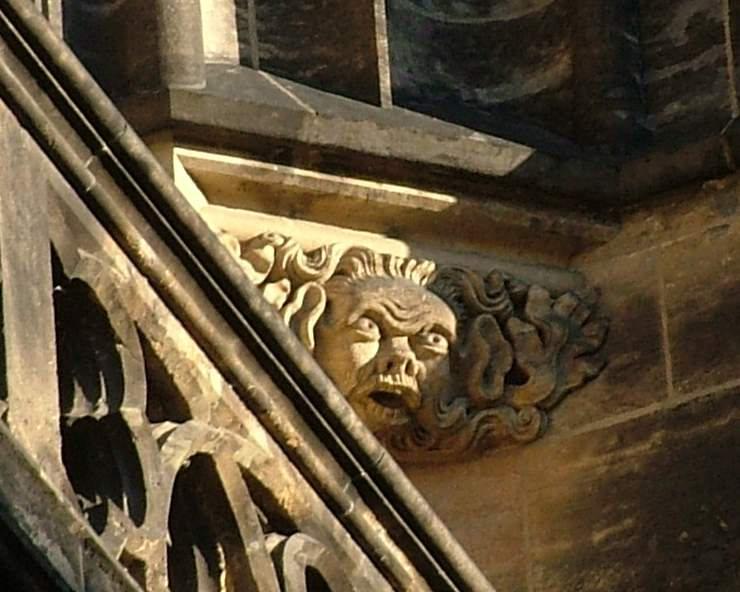
Zelený muž na chrámu sv. Víta v Praze na vnějším ochozu.
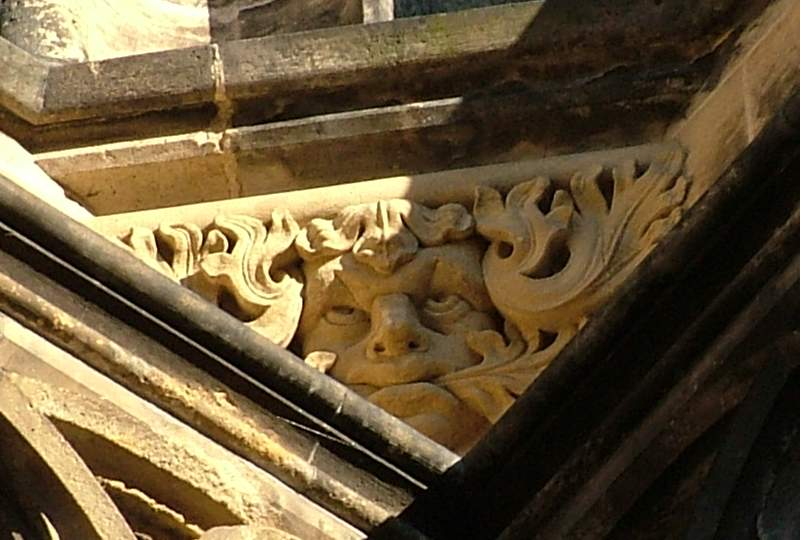
Zelený muž na chrámu sv. Víta v Praze na vnějším ochozu.

## Související mytologické postavy
Existuje mnoho paralel mezi Zeleným mužem a mnoha rozličnými božstvy a mytologickými postavami, jako jsou např. Cernunnos, Sylvanus, Ódin, Usir, Pan, Adónis (znamenající "pán"), Al-Khidr ("zelený muž" v Koránu), Derg Corra, Filemon, Green George, Jack in the green, John Barleycorn, Robin Goodfellow, Puk (mj. u Shakespeara) a Zelený rytíř (artušovská postava) (všechny tyto postavy pocházejí z britské mytologie). Podle některých je možné považovat i Robina Hooda za postavu, která souvisí s mytologií Zeleného muže, stejně jako Peter Pan (vstupuje do lidského světa celý v zeleném, ozdoben listy).
V Česku má podobné rysy Krakonoš, jehož německá obdoba Rübezahl má jelení rohy.
Etymologický výzkum Velšské univerzity týkající se významu jmen keltských bohů a bohyň odhalil, že jméno jednoho z keltských božstev, Viridios, značí „Zeleného muže“ jak v keltštině, tak v latině (srov. latinské vir znamenající „muž“, viridis „zelený“). Pozdní Egypťané a ranní Římané spojovali přímo muže se zeleným Usirem (neboli Osirisem). Zelenost (viriditas) použila ve smyslu "zdraví" již Hildegarda z Bingenu.